# Boot Polish
Boot Polish è un film indiano del 1954 diretto da Prakash Arora.

## Premi
- Filmfare Awards
  - 1955: "Best Cinematographer" (Tara Dutt), "Best Film", "Best Supporting Actor" (David)
- Festival di Cannes
  - 1955: "Special Mention to a child actress" (Kumari Naaz)